# Alexander IV van Macedonië
Alexander IV Aigos (Oudgrieks: Αλέξανδρος Άιγος) was de zoon van Alexander de Grote en de Bactrische prinses Roxane. Hij werd in 323 v.Chr. na de dood van zijn vader geboren. Hij was samen met de halfbroer van zijn vader, de zwakzinnige Philippos Arrhidaios (overleden 316 v.Chr.), koning van Macedonië.
Aanvankelijk groeide hij op onder toezicht van de rijksbestuurders Perdiccas en Polyperchon. Vanaf 317 v.Chr. was de 6-jarige Alexander in de macht van Kassander, de generaal die gezag uitoefende over het Macedonische vaderland. Toen er stemmen opgingen om de jongen werkelijk de macht te geven, liet deze hem vermoedelijk in 309 v.Chr. vermoorden, samen met zijn moeder Roxane. Mogelijk is hij degene die begraven is in tombe III in de Archeologische site van Aigai. Tot 304 v.Chr. werden officiële documenten volgens zijn regeringsjaren gedateerd, alsof hij nog in leven was.